# Mexická válka za nezávislost
Mexická válka za nezávislost probíhala v letech 1810–1821 a obyvatelé místokrálovství Nového Španělska na jejím konci získali v nově vzniklém Mexickém císařství povstalci požadovanou nezávislost na Španělsku. Probíhala v době, kdy bylo Španělsko v Evropě oslabeno jak napoleonskými válkami, zejména Španělskou válkou za nezávislost, tak vnitřní politickou krizí, a nezávislost získala v rámci hispanoamerických válek za nezávislost i řada dalších jeho kolonií.

## Průběh

### Hidalgovo povstání

Mapa Hidalgova tažení

Válka začala pod vedením Miguela Hidalgy y Costilla, kněze v Dolores, 16. září 1810, když Hidalgo ve veřejném projevu přesvědčil obyvatelstvo, že je potřeba vymanit se ze španělského útlaku. Další spojence našla skupina v sousedním městě San Miguel de Grande, kde se k ní připojil také poručík Ignacio Allende, další z vůdčích postav revoluce. Dobyla další města, 21. září Celayu a pak 28. září Guanajuato, přičemž se postupně rozrostla na několik desítek tisíc bojovníků. Pak se ovšem jejich postup zastavil a španělští monarchisté 24. listopadu dobyli Guanajuato zpět. Skutečným obratem ve válce byla ale bitva u mostu přes Calderón 11. ledna 1811, kde početně mnohonásobně slabší monarchisté povstalce zahnali na útěk a způsobili jim velké ztráty.
Španělské armádě se pak podařilo zajmout čtyři vůdce povstání Hidalga, Allendeho, Aldamu a Jimenéze, a všichni byli koncem července 1811 popraveni. Jejich hlavy byly navíc vystaveny v Guanajuatu pro výstrahu.

### Další boje a výsledek
Vůdcem povstalecké armády se stal José María Morelos, který ji vedl až do svého chycení a popravy v roce 1815. V následujících letech se pak povstalecké výboje omezily na spíše partyzánskou válku.

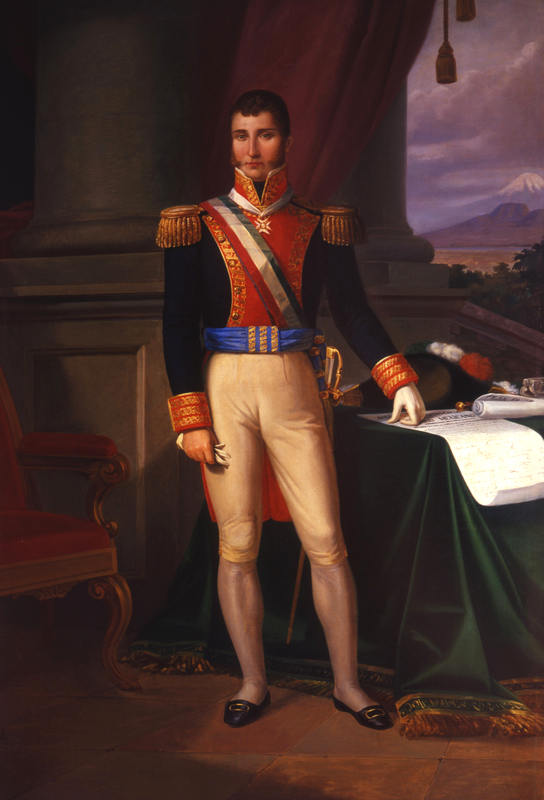
Agustín de Iturbide

Rozhodujícím podnětem, díky kterému povstalci nakonec vyhráli, se stalo znovuzavedení liberální Cádizké ústavy v evropském Španělsku začátkem roku 1820 Ferdinandem VII., následkem kterého začaly podporovat samostatnost i mexické konzervativní kruhy včetně církevních hodnostářů a včetně Agustína de Iturbide, velitele španělských vojsk v Mexiku. Ten se proto rozhodl raději se s povstalci dohodnout na všeobecně přijatelném programu nezávislosti Mexika, při kterém by se Mexiko přidrželo konzervativních hodnot a který měl tři hlavní body:
1. Mexiko se mělo stát nezávislou monarchií, přičemž na trůnu měl opět sedět vládce z rodu Bourbonů (zachování státního zřízení bylo velmi důležité pro vyšší vrstvy z hlediska zachování jejich postavení).
2. Římskokatolická církev si měla podržet své výsostní postavení (což bylo nutné pro získání podpory mexického duchovenstva).
3. Obyvatelé měli mít stejná práva bez ohledu na to, zda se narodili ve Španělsku či v Mexiku (což bylo nezbytné pro získání široké podpory v lidu).

Podařilo se mu přesvědčit o svém plánu jak vlastní vojáky, tak povstalce vedené Vicentem Guerrerou, a jejich spojená armáda, v jejímž čele stanul, se stala rozhodující mocí. Španělský místokrál Juan O'Donojú pak 24. srpna 1821 v Cordobské smlouvě uznal nezávislost Mexika. Dne 27. září spojená armáda vpochodovala do Mexiko City a následující den byla vydána deklarace nezávislosti Mexického císařství.